# Hyllus quadrilunatus
Hyllus quadrilunatus är en spindelart som beskrevs av Władysław Taczanowski 1878. Hyllus quadrilunatus ingår i släktet Hyllus och familjen hoppspindlar. Inga underarter finns listade i Catalogue of Life.